# Janika Sillamaa

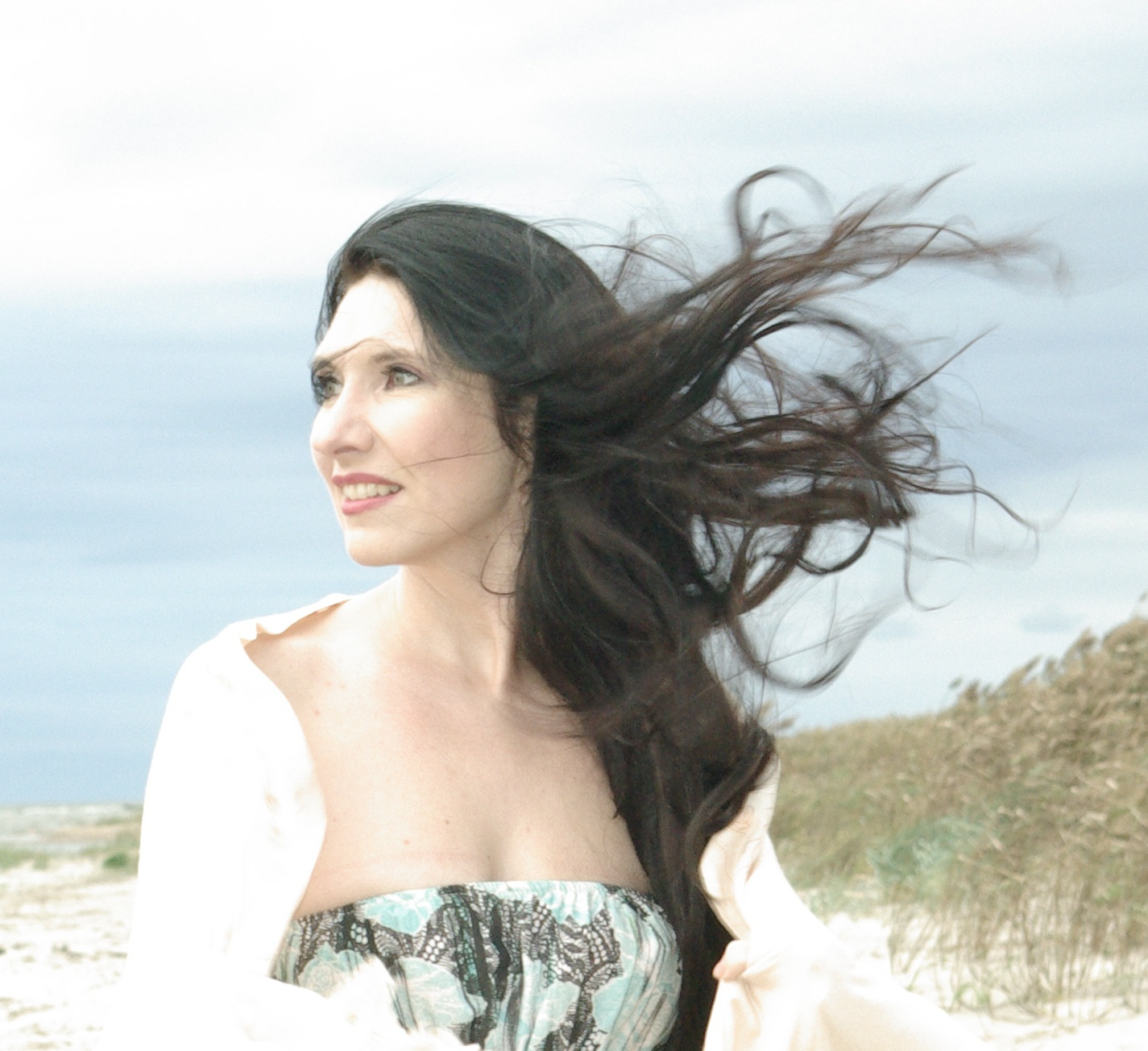
Janika Sillamaa, vor 2014

Janika Sillamaa (* 23. Juni 1975 in Tallinn, Estnische SSR) ist eine estnische Jazz- und Popsängerin.

## Ausbildung
Janika Sillamaa (eigentlich Jaanika Sillamaa) besuchte das Tallinner Musikgymnasium. Ihre ersten Bühnenauftritte hatten sie mit Hauptrollen im Kindertheater Colombina. Sie studierte anschließend an der renommierten Georg-Ots-Musikschule in Tallinn Bühnengesang, Jazz und Pop. Großen Erfolg feierte sie als Maria Magdalena in der Rockoper Jesus Christ Superstar. Seit dem Jahr 2000 studiert sie Theaterregie an der estnischen Musikakademie und ist als Gesangslehrerin tätig.

## Eurovision Song Contest
1993 entschied das estnische Fernsehen, Janika Sillamaa als erste Vertreterin Estlands zum Eurovision Song Contest zu schicken. In einer nationalen Vorrunde wählte eine Gruppe von Experten eines von acht Liedern Janika Sillamaas, Muretut meelt ja südametuld. Beim osteuropäischen Vorentscheid in Ljubljana schied sie jedoch aus und durfte nicht am eigentlichen Wettbewerb teilnehmen.